# Salix acmophylla
Salix acmophylla là một loài thực vật có hoa trong họ Liễu. Loài này được Boiss. miêu tả khoa học đầu tiên năm 1846.